# 睢宁县
睢宁县 简称「睢」，古称取虑，下邳，晋陵，睢陵，北陵，定陶，睢陆。为中国江苏省下辖县，现由徐州市代管。位于江苏省西北部，东与宿迁市宿城区；西与安徽省灵璧县；南与安徽省泗县接壤；北与徐州市铜山区，邳州市接壤。以废黄河为界，内部南北文化差别迥异，县境南北文化兼收并蓄，为南方文化向北方文化的过渡区域。北部古邳镇为三国时期下邳治所，是东吴大帝孙权出生以及幼年成长地。县域东西长约75公里，南北宽约55公里。縣人民政府駐 睢城街道永康路1號。

## 历史沿革
睢宁建县于1218年，由取虑县和睢陵县两个县合并而成。城建始建于金宣宗兴定二年（1218年）四月，它是以宿迁之古城址置。

### 古代
春秋时期属于淮夷。
秦始皇元年（前221年），实行郡县制。睢宁大部属四川郡取虑县。北郊少数为下邳县。
西汉武帝元光年间，建睢陵縣，后又改名北陵
漢武帝元狩元年（前122年）置臨淮郡，辖睢陵县。境内有蒲姑陂。
新朝时期，将睢陵改为睢陆。
东汉光武帝时期，恢复睢陵县。
东汉末年，睢陵，先属于吴国下邳郡，后属于魏国。后又属于吴国下邳郡。
西晋复属下邳国。晉武帝太康二年（281年）在睢宁地区置陵县，后改为北陵县。
东晋时（317年），在睢宁置定陶县，属济阴郡。
刘宋时期在睢陵治置济阴治。
南齐永明元年（483年）撤销定陶县。复置睢陵縣。
南梁时期取虑为潼州治。
东魏孝静帝五年（547年），晋陵县、取虑县属临淮郡；置睢陵县属徐州彭城郡。
隋朝时期，取消睢陵县制，南入泗州，北入下邳。
唐朝时期属于泗州。
南唐吴越对峙时期属于后周，名晋陵。北宋时期属于京东东路淮阳军。
1228年，黃河夺淮，遂改睢陵为睢宁。元朝时期先属于河南江北行省的归德府。《元史》卷五十九·志第十一·河南江北等处行中书省，为路十二，府七，州一、属州三十四，属县一百八十二。归德府为宋州，又为睢阳郡；后唐为归德军；宋升南京；金为归德府；元归德府领县四，州四（州领八县）。
元朝时期，县境以今睢城街道为中心，东到沙集、凌城；南到邱集；西南到李集；西至桃园、卓海、高楼、大王庙；北到废黄河南岸；东北到皂河。
1275年，复置睢宁、宿迁两县属淮安路。
至元十五年（1278）邳州领三县：下邳、宿迁、睢宁，仍是淮安辖之。
明时属于淮安府。
清雍正十一年改徐州直隶州为徐州府，省邳州散州(辖宿迁、睢宁二县)来属。

### 中华民国时期
1912年民国成立，睢宁县直属江苏省。
民国三年（公元1914年），隶属徐海道。
民国十六年（公元1927年），再次直属江苏省政府管辖。
民国二十七年（公元1938年）至民国三十四年七月（公元1945年）被日军占领，先后隶属汪兆铭政府江苏省，淮海省。
民国三十五年（公元1946年）九月复归中华民国国民政府管辖。

### 中华人民共和国时期
1948年中共人民解放军占领睢宁县，属淮阴地委领导。
1948年10月起至1953年属于於江苏省苏北行署淮阴专员公署管轄。
1953年5月转归江苏省徐州专员公署。同年，邳睢县解体，其所辖双沟镇，张圩，古邳，张集划归睢宁县。
二十世纪五十年代，卓海，高楼，大王庙三地划归安徽省灵璧县，皂河划归宿迁县。
1983年实施市管县体制，由徐州市代管。

## 人口
根據第七次全国人口普查數據，截至2020年11月1日零時，睢寧縣常住人口為1088553人。

## 行政区划
睢宁县下辖3个街道办事处、15个镇：
| 街道（镇）名称 | 社区（乡） | 面积      | 简介                          |
| -------------- | ---------- | --------- | ----------------------------- |
| 睢城街道       |            | 81.92km2  | 睢宁县人民政府                |
| 睢河街道       |            | 41.2km2   | 睢宁站                        |
| 金城街道       |            | 45.89km2  |                               |
| 古邳镇         |            | 113km2    | 三国下邳                      |
| 沙集镇         |            | 66km2     | 东风村－中国淘宝第一村        |
| 观音镇         |            |           | 徐州观音国际机场・ 观音机场站 |
| 桃园镇         |            | 96.82km2  |                               |
| 官山镇         |            | 125km2    |                               |
| 庆安镇         |            | 108.35km2 | 庆安水库                      |
| 高作镇         |            | 62.3km2   |                               |
| 凌城镇         |            | 500km2    |                               |
| 邱集镇         |            | 143km2    |                               |
| 姚集镇         |            |           |                               |
| 魏集镇         |            | 130km2    |                               |
| 李集镇         |            | 63km2     |                               |
| 梁集镇         |            | 79.46km2  |                               |
| 王集镇         |            | 131km2    |                               |
| 岚山镇         |            | 128km2    |                               |

## 交通
- 鐵路：徐盐铁路在睢寧設兩站，睢寧站睢寧北郊，觀音站位於睢寧縣境西北，銜接機場。
- 京沪高速、 连霍高速、徐宿宁高速公路、 104国道过境。
- 内河航道连京杭大运河，徐沙河、徐洪河通洪泽湖。
- 观音机场。

## 方言
睢宁话属于中原官话向江淮官话过渡区域，具有江淮官话的词汇与部分发音，小部份保留入声字，大部分古入声清音声母和次浊声母字今读阴平，古全浊声母字今读阳平，部分地区l、n不分，h、f不分，y、r不分，部分睢宁话词汇保留南方语言成分。与周边方言及普通话差异较小，最接近宿迁方言；同其它汉语方言一样也有向普通话靠拢趋势。

## 经济
2021年，睢宁县地区生产总值完成680亿元，同比增长3%；一般公共预算收入完成42.69亿元，这两项总量指标均进入全国县域前百强。工业应税销售收入达425.9亿元，累计新增规上工业企业238家；社会消费品零售总额达533.8亿元，电商交易额达460亿元、五年增长199%；5个镇连续三年跻身全国千强。

## 主要产业
白色家电（冰柜、冰箱）、纺织服装、皮革皮具、钢铁、机电、化工、医药、氨纶纱、商品粮、棉、羊、食用菌、杨树、梨。另有小麦、水稻，一年两季，冬天栽种小麦，夏天栽种水稻。部分城区栽种玉米、西瓜、苹果。

## 文化习俗

### 节气年俗
以废黄河为界，县境南北文化分别迥异。废黄河以南为淮扬文化（南方文化），废黄河以北为中原文化（北方文化），县境南北文化兼收并蓄，南方文化向北方文化的过度区域，近年来由于北方文化影响，加上睢宁县向北发展的规划，北风逐建强化，南风渐弱，甚至在二十一世纪之前，元旦，冬至传统没有吃饺子的习俗，近些年逐渐增多。但仍然许多南方习俗在夹缝中生存。例如，县城小年为南方小年（农历腊月廿四），冬至吃羊肉汤，元旦馄饨的传统习俗。

### 传统舞蹈
落子舞 是苏北地区具有浓郁地方特色的民间舞蹈，尤以睢宁县最为盛行。2006年，睢宁“落子舞”成为第一批江苏省非物质文化遗产名录。

### 文化艺术
从1956年萌芽时算起，睢宁儿童画已有15000余幅作品送到70多个国家和地区展出，获国际各类奖项1300多个，包括外务大臣奖和特别金奖在内获金牌223枚。
1996年底，国家文化部命名睢宁县为“儿童画之乡”。国家领导人出访时，又将睢宁儿童画作为礼品，多次赠送外国友人和有关国际组织。

## 主要饮食
睢宁长期属于淮安府管辖，是淮扬菜的起源地之一，传统味道清淡。由於近年来行政区划的原因，北方饮食渗入，口味日渐咸辣。县域居民饮食口味多以清淡甜口为主，同时兼有北方菜的咸辣的受众群体。

### 特色菜
白菜炒绿豆饼，炒千张，大煮干丝，腌萝卜干，盐豆炒鸡蛋，卷煎，娃鱼。

### 特产
睢宁豆腐 制作方法独特，一直沿袭石磨打浆、网布滤汁、铁锅烧煮、盐卤点制等工序精制而成。据了解，地方厨师仅以豆腐为主料，做成地方风味的快餐名菜、汤类就达20多种。 
睢宁香肠 睢宁香肠产品用新鲜精瘦猪肉，辅以10余味中草药，传统工艺，口味独特，鲜美异常，是纯正的绿色食品，享有“王集香肠，香肠之王”美誉，获“江苏地方名特优产品奖”、徐州市“最受消费者欢迎产品”殊荣。
王集烧鸡 主料烧鸡选用地方草鸡，辅以20余种名贵中药，以传统技术为基础，结合现代创新工艺精制而成。
睢宁水粉皮 也叫腊皮，原料主要来自绿豆、地瓜或土豆中的淀粉。睢宁水粉皮以做成凉菜为主，配上少许菠菜叶，辅以红辣椒丝、蒜泥、食醋、香油等，独具佳肴特色。冬季热炒或做汤。
睢宁原甜油 原甜油是睢宁特产，呈琥珀色，咸甜可口，风味独特，是高级调味品。相传乾隆皇帝下江南，路经下邳品尝甜油时，连连称善，赐名“御甜油”。
十孔浅水藕 也叫白莲藕，个大、丰满、质细洁白。不管是凉拌还是热炒，均清脆爽口，甘甜无渣。之所谓稀有，是因藕有10个孔儿，是藕氏家族里绝无仅有的。其中，姚集十孔浅水藕最有名。
下邳贡菜 （苔干）： 是一种以取食地上苔茎为主的绿色食品。质地脆嫩，色绿味甘，清朝乾隆年间被定为“贡菜”。
睢宁黄皮西瓜 睢宁黄皮西瓜果皮金黄色，肉质细爽多汁，种子小而少，果皮薄而硬，耐储运，具有抗病力强，结果早、成熟早的特点。[39] 
睢宁三水梨 三水梨是睢宁农业的主导产业，被农业部认定为“长江中下游及沿海优势梨产业带重点县”，已申获“中国三水梨之乡”称号。[39]

## 教育

### 高级中学
睢宁县第一中学(北睢中)
睢宁县高级中学(南睢中)
睢宁县田家炳中学
睢宁县宁海中学
睢宁县李集中学
睢宁县文华中学
睢宁县菁华中学

## 宗教
睢宁宗教文化流传久远。东汉末年，佛教开始在睢宁流传，下邳国相笮融在今古邳镇城南，建造“浮屠寺”，且寺中有佛塔，即中国有记载的最早宝塔——九镜塔。明代成化年间，宫人徐瑛奉皇后懿旨回乡建造了“羊山寺”，宪宗皇帝赠名“宗善禅寺”。道教于元宋年间传入睢宁，基督教在民国初期流传较广。

## 下邳古城遗址
清康熙七年（1668年）7月25日，下邳古城先遭8.5级强烈地震，后遇黄河决堤，古城被埋地底。解放后，遗址先后曾出土有铜牛灯、汉画像石《牛耕图》等国家级文物。当地政府计划在原址附近复建下邳古城。 2017年11月26日，近日南京博物院、徐州博物館及睢宁博物館共同進行遺址考古，成功確認「下邳古城」的確切位置，代表著也確立了呂布的葬身之地，不僅如此還發現遺址層層堆疊現象，可謂「城上有城、城下有城」，別具意義。

## 友好城市
・巴西米纳斯吉拉斯州锡安山市